# 香檳液泡
香檳液泡是容易在白內障手術植入眼內一段時間後的軟性可摺疊式人工水晶體鏡片產生的細小液泡。

## 產生的原因
發生香檳液泡的可能原因很多，通常與下列材料的特性或製成方式有關。
- 製程方法：人工水晶體分成鑄模法與切削法等兩種不同的製造方法。使用鑄模法所製造的人工水晶體較容易產生香檳液泡。[2]
- 高分子材料配方：有些厭水性壓克力（Hydrophobic Acrylic）的人工水晶體材料的化學組成，因均勻度不夠，或是當溫度改變時，會導致人工水晶體內部的緊密度不足，容易產生香檳液泡。[3]
- 含水量：一般的厭水性壓克力（Hydrophobic Acrylic）人工水晶體在植入眼睛前都是放在乾的無菌盒中，此時的含水量是0.1%至0.3%。當人工水晶體植入眼睛後，因片子內外尚未達到水平衡，眼睛內的液體（如眼房水）會慢慢進入水晶體鏡片使含水量慢慢的增加。這些進入水晶體的液體會漸漸聚集形成香檳液泡。[4]

## 產生的時間
香檳液泡的產生時間並不一定，例如有些在植入後一個月內就會開始慢慢產生，並在六個月後產生的速度才會慢慢減慢。

## 分級
依單位體積產生液泡多寡，香檳液泡可分為4個等級。
- 0級-沒有液泡產生。
- 1級-50個/mm³。
- 2級-100個/mm³。
- 3級-200個/mm³。

## 對視力的影響
當香檳液泡產生在人工水晶體的鏡片中時，其會使光線在液泡周圍不完美的折射，而使病人看東西時局部出現有如覆上一層薄薄的亮面水霧，造成視力品質的下降。通常香檳液泡開始產生後並不會消失，會一直存在水晶體內影響視力。

## 如何在白內障術後保持視力永久清晰
建議病人在手術前與醫師討論手術的風險以及慎選適合或不會產生香檳液泡的人工水晶體，目前已有相關產品問市。更重要的是手術後按時點藥與回診檢查。

## 外部連結
- All that glistens: How this phenomenon affects acrylic IOLs by Maxine Lipner Senior Contributing Editor（英文）

- 「鏡頭」(Lens) 與「香檳液泡」(Glistenings)白袍底下 Potech Eye Center[永久]